# Klaus Schulze
Klaus Schulze (4. srpna 1947, Berlín – 26. dubna 2022) byl německý hudebník, průkopník elektronické hudby, představitel tzv. krautrocku či Berlínské školy elektronické hudby. Používal též pseudonym Richard Wahnfried. Krátce byl členem kapel Tangerine Dream, Ash Ra Tempel a The Cosmic Jokers. Poté zahájil sólovou dráhu, na níž vydal více než 60 alb.